# Yamaha YM2151

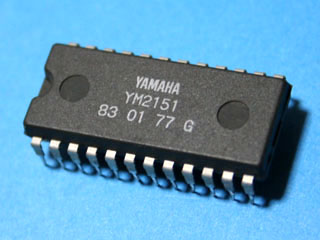
Yamaha YM2151

Le Yamaha YM2151, aussi connu sous le nom de OPM (FM Operator Type-M), est une puce sonore de huit canaux dotée de quatre opérateurs. Il s'agit de la première puce à synthèse FM de Yamaha, ayant servi dans les années 1980 pour les ordinateurs japonais, notamment pour les ordinateurs Sharp X68000 et Sharp X1, mais également dans la plupart des bornes d'arcade. Elle a été créée à l'origine pour certains claviers de la série Yamaha DX : DX21, DX27 et DX100. Pour les jeux sur bornes d'arcade, la puce a d'abord été utilisée en 1984 avec le jeu Marble Madness développé par Atari via le système Atari System I,.